# 우리들이 사랑을 말할 때 하는 이야기
《우리들이 사랑을 말할 때 하는 이야기》는 1999년 10월 15일에 MBC에서 방영한 베스트극장이다.

## 줄거리
여성잡지사에서 유능한 기자로 활동했던 영미(김여진)는 그 실력을 인정 받아 어느 날 남성잡지사에 스카우트된다. 같은 잡지사에서 3년째 같이 일하며 늘 티격태격하는 주양(김승수)과 부연(권민중)은 영미가 면접 보는 날에도 제목 편집 문제로 다툰다. 주양과 부연의 싸움을 보다 못한 영미는 그 사이에 끼어들어 해결책을 제시한다. 그러나 갑자기 끼어든 영미가 못마땅한 주양은 영미에게 면박을 준다. 그러자 영미 역시 지지 않고 주양의 시비를 맞받아친다. 신경전을 벌이던 주양과 영미는 시간이 지날수록 서로에게 호감을 가지기 시작한다. 그리고 얼마 지나지 않아 주양과 영미는 사귀게 된다. 한편 주양을 좋아했던 부연은 질투심에 주양과 영미 사이에 훼방을 놓는다. 부연으로 인해 오해가 쌓인 영미는 주양에게 화를 내고, 오해를 풀어보려던 주양 역시 홧김에 영미에게 헤어지자고 말했다.

## 출연진

### 주요 인물
- 김승수 : 주양 역
- 김여진 : 영미 역
- 권민중 : 부연 역
- 권혁종 : 부연의 남자친구 역

### 그 외 인물
- 맹상훈
- 남영진
- 최용민
- 김인수
- 구혜진
- 김세아
- 유서진
- 김일웅
- 김소원
- 권인선
- 정대열
- 김상엽
- 김나영
- 최명수
- 문회원
- 박주아
- 배동성
- 박혜정
- 구민지
- 송일국
- 조현숙
- 홍은희
- 문지원
- 허성수